# Námi to končí
Námi to končí, v anglickém originálu It ends with us, je kniha americké spisovatelky Colleen Hoover. Poprvé ji vydalo nakladatelství Atria v srpnu 2016. Díky překladu Jany Janošové a nakladatelství Ikar vyšla i v české verzi roku 2018. Řadí se k jednomu z pěti autorčiných bestsellerů deníku New York Times. Tento romantický příběh pojednává o tom, kolik stačí, aby se vztah k jednomu člověku naprosto změnil.

## Obsah knihy
Lily neměla zrovna jednoduché dětství. Byla svědkem dlouhodobého domácího násilí, a tak se rozhodla přestěhovat do Bostonu, aby tam začala nový život. Otevře si vlastní květinářství a potká ambiciózního a přitažlivého neurochirurga Ryla, který si okamžitě získá její srdce. Pořídí si společný byt a po nějaké době se vezmou.
Obou zamilovaným vše vychází, až do té doby, než Lily odhalí, že její muž má nemalé problémy a utíká před svou minulostí. Jako malý kluk totiž nešťastnou náhodou postřelil svého mladšího bratra, když si hráli s tátovou střelnou zbraní. Od toho okamžiku má problémy s agresivitou, kterou nezvládá ovládat. Lily navíc do života vstupuje její první láska Atlas, a tím se vztah s Rylem ještě více komplikuje. Po prvním incidentu Lily jeho chování toleruje, minulost se však často opakuje, až jednou Ryle Lily opravdu ublíží. Lily nemá v novém městě přátele, a tak jedinou možnou oporou může být Atlas, který ji tedy nechává u sebe nějakou dobu bydlet.
Lily později zjišťuje, že je těhotná, a svůj stav před Rylem dlouho tají. Nic netrvá věčně, a protože si uvědomuje, že se nachází ve stejné situaci jako její matka před lety, rozhodne se vztah s Rylem ukončit. Nechce, aby její malé považovalo svého otce za zrůdu tak, jak považovala ona toho svého. Ryle i přes lásku, kterou k ní chová, souhlasí.
Nehledě na veškerou utrpenou bolest Lily ví, že udělala správnou věc. Nejen pro její malou dceru, ale i pro sebe. Ryle je skvělým a milujícím otcem, s Lily spolu vychází dobře, a jak říká autorka: „špatní lidé neexistují, jen lidé, co dělají špatné věci.“